# Radio Relax
Radio Relax (до 20 січня 2013 року — «MusicРадіо») — всеукраїнська FM-радіостанція. В ефірі звучить гармонійне поєднання легкої та спокійної музики різних епох та напрямків.

## Історія
Радіостанція розпочала свою роботу 3 січня 1994 року як «MusicРадіо». З 2000 року мовить у форматі «easy listening». У 2004 році «MusicРадіо» отримала ліцензію на мовлення у Дніпропетровську на частоті 88,5 МГц. Протягом 2010—2012 років радіостанція розпочала мовлення у Вінниці, Кам'янець-Подільському, Ніжині, Сєвєродонецьку, Сімферополі та Судаку.
20 січня 2013 року радіогрупа «ТАВР Медіа» запустила Радіо Релакс на хвилях MusicРадіо. У 2014 році до радіомережі приєдналися Донецьк і Харків. У червні 2017 року «ТАВР Медіа» придбала 18 частот радіокомпанії «Онікс», яку вона придбала в холдингу «Вести Україна».

## Програми

### Програми які транслюються
- Теплий вечір: наживо
- Relax-читання
- Relax-персона

### Програми які транслювалися
- Фітнес під час роботи
- Relax-вінтаж
- Relax-сінема
- Релакс-версія
- Звуки природи
- Дорослим про дітей

## Покриття
Мережа Radio Relax налічує 27 передавачів. В зоні впевненого прийому — 73 міста

## Частоти мовлення
- Київ — 101.5 FM

### Вінницька область
- Вінниця — 105.9 FM

### Волинська область
- Луцьк — 105.5 FM
- Ковель — 102.7 FM

### Дніпропетровська область
- Дніпро — 88.5 FM
- Кривий Ріг — 104.7 FM

### Донецька область
- Донецьк — 103.5 FM
- Краматорськ — 106.2 FM
- Слов'янськ — 106.2 FM

### Житомирська область
- Житомир — 101.3 FM

### Запорізька область
- Запоріжжя — 107.9 FM

### Кіровоградська область
- Кропивницький — 105.8 FM

### Луганська область
- Сєвєродонецьк — 90.6 FM
- Старобільськ — 104.2 FM

### Львівська область
- Львів — 93.3 FM

### Миколаївська область
- Миколаїв — 93.4 FM
- Первомайськ — 105.5 FM

### Полтавська область
- Полтава — 96.2 FM
- Кременчук — 93.4 FM

### Рівненська область
- Рівне — 101.4 FM

### Сумська область
- Суми — 105.1 FM
- Конотоп — 107.1 FM

### Тернопільська область
- Тернопіль — 104.9 FM

### Харківська область
- Харків — 90.0 FM

### Херсонська область
- Олешки — 91.3 FM
- Херсон — 91.3 FM

### Хмельницька область
- Хмельницький — 102.5 FM
- Кам'янець-Подільський — 107.5 FM

### Черкаська область
- Черкаси — 91.0 FM

### Чернігівська область
- Чернігів — 101.3 FM
- Ніжин — 107.5 FM

### Автономна Республіка Крим
- Сімферополь — 107.3 FM — замінений на Радіо Relax FM (Росія)
- Судак — 107.6 FM — замінений на Радіо Europa Plus (Росія)

### Сторінки в соцмережах
- Radio Relax у соцмережі «Facebook»
- Radio Relax у соцмережі «Твіттер»
- Radio Relax  у соцмережі «Instagram»

### Інші посилання
- Слухати Radio Relax онлайн
- Мобільний застосунок RadioPlayer